# BBC Sessions (álbum de Led Zeppelin)
BBC Sessions é um disco duplo com diversas sessões gravadas na Radio BBC. Dentre as sessões contidas nos discos, está uma sessão do programa In Concert gravada em 1971, antes do lançamento do disco Led Zeppelin IV. Neste programa, o grupo tocou as  musicas Stairway to Heaven, Going to California e Black Dog, mesmo antes do lançamento do disco. O programa In Concert foi apresentado por John Peel. A reação após as performances foi muito boa. Algumas musicas neste disco não entraram em nenhum disco de estúdio da banda, tais como: Girl, I Love She Got Long Black Wavy Hair, Traveling Riverside Blues (fez parte de um box set lançado pela banda) e Something Else (tocada ao vivo até o final da turné de 1970). O lançamento deste álbum do Led Zeppelin foi responsável por uma coqueluche de lançamentos de gravações feitas na Radio BBC, por diversas outras bandas. Hoje em dia, é quase obrigatório que bandas de rock dos anos 60/70 e 80 lancem suas respectivas coletâneas gravadas na radio/TV BBC.

## Disco Um
1. "You Shook Me" - 5:14
2. "I Can't Quit You Baby" - 4:22
3. "Communication Breakdown" - 3:12
4. "Dazed and Confused" - 6:39
5. "Girl I Love She Got Long Black Wavy Hair" - 3:00
6. "What Is and What Should Never Be" - 4:20
7. "Communication Breakdown" - 2:40
8. "Travelling Riverside Blues" - 5:12
9. "Whole Lotta Love" - 6:09
10. "Somethin' Else" - 2:06
11. "Communication Breakdown" - 3:05
12. "I Can't Quit You Baby" - 6:21
13. "You Shook Me" - 10:19
14. "How Many More Times" - 11:51

## Disco Dois
1. "Immigrant Song" - 3:20
2. "Heartbreaker" - 5:16
3. "Since I've Been Loving You" - 6:56
4. "Black Dog" - 5:17
5. "Dazed and Confused" - 18:36
6. "Stairway to Heaven" - 8:49
7. "Going to California" - 3:54
8. "That's the Way" - 5:43
9. "Whole Lotta Love" (Medley): "Boogie Chillun'"/"Fixin to Die"/"That's Alright Mama"/"A Mess of Blues" - 13:45
10. "Thank You" - 6:37

## Ligações Externas
- Ledzeppelin.com BBC Sessions
- The Garden Tapes